# Michel Rasquin
Michel Rasquin (Pétange, 19 de setembre de 1899 - Brussel·les, 28 d'abril de 1958) fou un periodista i polític socialista luxemburguès, militant del Partit Socialista dels Treballadors de Luxemburg.
Exercí de membre del Consell d'Estat de Luxemburg (1945-1948), d'alcalde d'Esch-sur-Alzette (1949-1951), de Ministre d'Economia i Reconstrucció de Luxemburg (1951-1958), i de Comissari Europeu de Transport durant la Comissió Hallstein I (1958), convertint-se així en el primer membre del seu país a la Comissió Europea.
Va néixer el 19 de setembre de 1899 a la població de Pétange, situada al cantó d'Esch-sur-Alzette. Morí el 28 d'abril de 1958 a la ciutat de Brussel·les.
Membre del recentment creat Partit Socialista dels Treballadors (LSAP), en finalitzar la Segona Guerra Mundial en fou el seu president. Fou membre del Consell d'Estat des del 14 de desembre de 1945 fins que dimití el 9 de juliol de 1948. El 6 de juny d'aquell any fou escollit diputat a la Cambra de Diputats. Entre 1949 i 1951 fou alcalde d'Esch-sur-Alzette. Després d'abandonar el càrrec esdevingué Ministre d'Economia i Reconstrucció de Luxemburg en els governs del gabinet Dupong-Schaus-Bodson (3 de juliol de 1951 - 29 de desembre de 1953) i del de Bech-Bodson (29 de desembre de 1953 - 20 de gener de 1958), data el que abandonà el càrrec per pròpia voluntat.
En la formació de la Comissió Hallstein I el gener de 1958, la primera Comissió Europea de la recentment creada Comunitat Econòmica Europea (CEE), fou escollit Comissari Europeu de Transport, càrrec que ocupà breument donada la seva mort prematura l'abril del mateix any.